# Marcel Navarro
Marcel Navarro (Lourmel, 29 marzo 1923 – Forcalqueiret, 2 novembre 2004) è stato un editore e fumettista francese fondatore della casa editrice Lug.

## Biografia
Divenne giornalista e iniziò a lavorare a Lione nel 1941; durante la Seconda guerra mondiale combatté nella Resistenza francese; collaborò anche con la casa editrice SAGE di Ettore Carozzo curando l'impaginazione di giornali. Finita la guerra, nel 1945 idea una collana di fumetti settimanale, Les Aventures Fantastiques e scrive diverse sceneggiature; contemporaneamente collabora con Robert Bagage per la serie Z 302. Crea nel 1946 Fantax, disegnato da Pierre Mouchot che ne è anche editore, firmandosi con lo pseudonimo J.K. Melwyn-Nash; nel 1947, sempre con Mouchot, crea le serie a fumetti Big Bill le casseur che venne edito dal 1947 al 1954 quando venne soppressa per l’intervento della censura che la ritiene troppo violenta e Robin des bois; nel 1949 per le edizioni Aventures et Voyages collabora con Jean Cézard per il quale scrive le sceneggiature della serie Brick, che poi divenne Yak.
Fonda a Lione nel 1950 la casa editrice Éditions Lug insieme a Auguste Vistel che diverrà famosa per la pubblicazione in un caratteristico formato tascabile famose serie a fumetti italiane come Tex, Zagor, il Grande Blek, Capitan Miki oltre a materiale delle Edizioni Alpe e altro originale realizzato per la Lug anche da autori italiani. Per alcune di queste serie come Il Grande Blek, scriverà anche le sceneggiature. Come autore idea negli anni sessanta la serie tarzanide Zembla, pubblicata oltre che dalla Lug anche in Italia dalla Astra di Cesare Solini; nel 1980 la serie a fumetti Mikros che raggiunse una certa fama nel genere dei fumetti con supereroi in Francia. Dopo un periodo di declino delle serie a fumetti tascabili, vendette la casa editrice al gruppo editoriale Semic, ritirandosi in pensione. Morì il 2 novembre 2004.